# Janusz Wojtych
Janusz Hieronim Wojtych (ur. 30 września 1938 w Warszawie, zm. 22 marca 2020 w Koszalinie) – polski działacz samorządowy i ekonomista, w latach 1986–1990 prezydent Koszalina.

## Życiorys
Syn Witolda i Józefy. W latach 1976–1979 pełnił funkcję wiceprezydenta Koszalina. Od 11 sierpnia 1986 do 6 czerwca 1990 był ostatnim komunistycznym prezydentem miasta. W III RP zajmował stanowiska prezesa Zarządu Obiektów Sportowych w Koszalinie i koszalińskiej placówki Banku Ochrony Środowiska. Był także związany z koszalińskim oddziałem Polskiego Towarzystwa Ekonomicznego.
20 czerwca 2020 został pochowany na cmentarzu przy Cmentarzu Komunalnym w Koszalinie.